# Luperosaurus macgregori
Luperosaurus macgregori är en ödleart som beskrevs av  Leonhard Hess Stejneger 1907. Luperosaurus macgregori ingår i släktet Luperosaurus och familjen geckoödlor. IUCN kategoriserar arten globalt som starkt hotad. Inga underarter finns listade i Catalogue of Life.